# Concepción (paragvajski okrug)
Concepción je jedan od 17 okruga u Paragvaju. Središte okruga je u gradu Concepciónu. 

## Zemljopis
Okrug se nalazi na jugoistoku Paragvaja na granici s Brazilom. Concepción se proteže na 18.051 km² te je peti po veličini paragvajski okrug.

## Stanovništvo
Prema podacima iz 2011. godine u okrugu živi 211.569 stanovnika dok je prosječna gustoća naseljenosti 11,72 stanovnika na km². 

## Administrativna podjela
Okrug je podjeljan na devet distrikta:
| Distrikt                  | Površina km² | Stanovništvo (2011.) |  |
| ------------------------- | ------------ | -------------------- |  |
| Belén                     | 285          | 9.112                |  |
| Concepciòn                | 6.540        | 68.630               |  |
| Horqueta                  | 2.889        | 52.573               |  |
| Loreto                    | 996          | 15.731               |  |
| San Carlos del Apa        | 2 .036       | 2.690                |  |
| San Lázaro                | 1.081        | 9.060                |  |
| Yby Yaú                   | 2.420        | 19.764               |  |
| Azotey                    | 793          | 15.342               |  |
| Sargento José Félix López | 1.950        | 4.580                |  |